# Гатч (Юта)
Гатч (англ. Hatch) — місто (англ. town) в США, в окрузі Гарфілд штату Юта. Населення — 132 особи (2020).

## Географія
Гатч розташований за координатами 37°39′15″ пн. ш. 112°26′8″ зх. д. / 37.65417° пн. ш. 112.43556° зх. д. (37.654066, -112.435686). За даними Бюро перепису населення США в 2010 році місто мало площу 1,23 км², уся площа — суходіл. В 2017 році площа становила 4,81 км², уся площа — суходіл.

## Демографія
Згідно з переписом 2010 року, у місті мешкали 133 особи в 50 домогосподарствах у складі 39 родин. Густота населення становила 108 осіб/км². Було 95 помешкань (77/км²).
Расовий склад населення:
| - 99,2 % — білих - 0,8 % — вихідців з тихоокеанських островів |

До двох чи більше рас належало 0,0 %. Частка іспаномовних становила 0,8 % від усіх жителів.
За віковим діапазоном населення розподілялося таким чином: 25,6 % — особи молодші 18 років, 54,9 % — особи у віці 18—64 років, 19,5 % — особи у віці 65 років та старші. Медіана віку мешканця становила 39,5 року. На 100 осіб жіночої статі у місті припадало 98,5 чоловіків; на 100 жінок у віці від 18 років та старших — 98,0 чоловіків також старших 18 років.
Середній дохід на одне домашнє господарство становив 50 862 долари США (медіана — 47 500), а середній дохід на одну сім'ю — 58 275 доларів (медіана — 53 500). За межею бідності перебувало 3,5 % осіб, у тому числі 0,0 % дітей у віці до 18 років та 1,6 % осіб у віці 65 років та старших.
Цивільне працевлаштоване населення становило 53 особи. Основні галузі зайнятості: освіта, охорона здоров'я та соціальна допомога — 37,7 %, мистецтво, розваги та відпочинок — 26,4 %, транспорт — 17,0 %.